# Tros del Cinto
El Tros del Cinto és un paratge de camps de conreu del municipi de Castell de Mur, al Pallars Jussà, a l'antic terme de Mur, en terres del poble de Puigmaçana.
Està situats al sud-est de Ço de Jofré, a ponent dels Plans de Puigmaçana i al nord-oest del Coscollar. És entre la llau de Josepet -ponent- i el barranc del Coscollar -llevant.